# Magnus von Braun (ingénieur)
Pour les articles homonymes, voir Magnus Freiherr von Braun et von Braun.
 (janvier 2015).
Si vous disposez d'ouvrages ou d'articles de référence ou si vous connaissez des sites web de qualité traitant du thème abordé ici, merci de compléter l'article en donnant les références utiles à sa vérifiabilité et en les liant à la section « Notes et références ».
Magnus von Braun est un ingénieur chimiste, aviateur de la Luftwaffe et expert en fusées allemand, né le 10 mai 1919 à Greifswald (république de Weimar) et mort le 21 juin 2003 à Phoenix (Arizona).
Il travailla sur la base militaire de Peenemünde en Allemagne nazie puis, à la suite de l'opération Paperclip, sur la base de Fort Bliss aux États-Unis.
Il est surtout connu pour avoir travaillé sur ces deux sites avec son frère, Wernher von Braun, ingénieur qui contribua largement au développement des fusées allemandes V2 puis des fusées américaines, dont le lanceur Saturn V qui permit les missions lunaires du programme Apollo à la fin des années 1960 et au début des années 1970.
Magnus von Braun, quant à lui, quitta le développement des fusées américaines au milieu des années 1950 pour travailler dans l'industrie (chez Chrysler, dans la division des missiles puis dans celle des automobiles) aux États-Unis puis au Royaume-Uni, ce jusqu'en 1975 ; il revint ensuite s'installer en Arizona au moment de sa retraite.

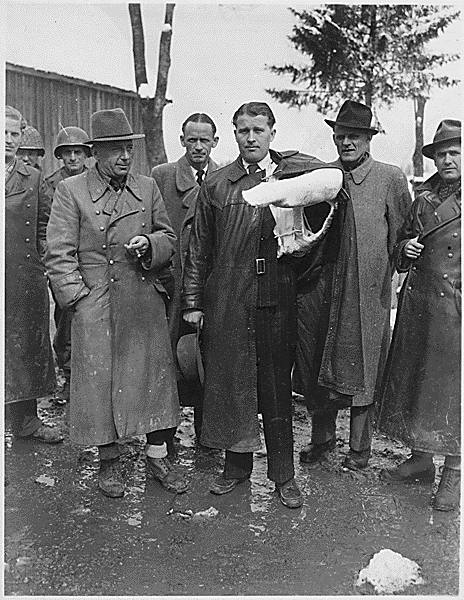
Magnus von Braun à l'extrême gauche de l'image (dont on ne voit que la moitié du visage), en compagnie de son frère Wernher von Braun (le bras dans le plâtre) et du Generalmajor Walter Dornberger (portant un chapeau entre les deux frères), au moment de leur arrestation par l'armée américaine en Autriche (à Reutte), le 3 mai 1945, après avoir fui la base de Peenemünde.